# Kareem Mitchum
Pour les articles homonymes, voir Mitchum.
Kareem Mitchum (né le 9 novembre 1989) est un footballeur christophien ayant joué pour des équipes de Saint-Christophe-et-Niévès.

## Biographie
Il commence à jouer au football professionnel en 2007 avec une équipe de Saint-Christophe-et-Niévès, le Washington Archibald HS, puis se joint au Newtown United Football Club, club où il joue toujours.